# Khắc Đông
Khắc Đông (tiếng Trung:克东县, Hán Việt: Khắc Đông huyện) là một huyện của địa cấp thị Tề Tề Cáp Nhĩ, tỉnh Hắc Long Giang, Cộng hòa Nhân dân Trung Hoa. Huyện này có diện tích 2083 km2, dân số 280.000 người, mã bưu chính 164800, trụ sở chính quyền huyện đóng ở trấn Khắc Đông. Về mặt hành chính, Khắc Đông được chia thành các đơn vị gồm 5 trấn (Khắc Đông, Bảo Tuyền, Càn Phong, Ngọc Cương, Xương Thịnh), 4 hương (Nhuận Luật, Kim Nam, Kim Thành, Tân Nông). 

## Khí hậu
| Dữ liệu khí hậu của Khắc Đông, elevation 297 m (974 ft), (1991–2020 normals, extremes 1981–2010) | Dữ liệu khí hậu của Khắc Đông, elevation 297 m (974 ft), (1991–2020 normals, extremes 1981–2010) | Dữ liệu khí hậu của Khắc Đông, elevation 297 m (974 ft), (1991–2020 normals, extremes 1981–2010) | Dữ liệu khí hậu của Khắc Đông, elevation 297 m (974 ft), (1991–2020 normals, extremes 1981–2010) | Dữ liệu khí hậu của Khắc Đông, elevation 297 m (974 ft), (1991–2020 normals, extremes 1981–2010) | Dữ liệu khí hậu của Khắc Đông, elevation 297 m (974 ft), (1991–2020 normals, extremes 1981–2010) | Dữ liệu khí hậu của Khắc Đông, elevation 297 m (974 ft), (1991–2020 normals, extremes 1981–2010) | Dữ liệu khí hậu của Khắc Đông, elevation 297 m (974 ft), (1991–2020 normals, extremes 1981–2010) | Dữ liệu khí hậu của Khắc Đông, elevation 297 m (974 ft), (1991–2020 normals, extremes 1981–2010) | Dữ liệu khí hậu của Khắc Đông, elevation 297 m (974 ft), (1991–2020 normals, extremes 1981–2010) | Dữ liệu khí hậu của Khắc Đông, elevation 297 m (974 ft), (1991–2020 normals, extremes 1981–2010) | Dữ liệu khí hậu của Khắc Đông, elevation 297 m (974 ft), (1991–2020 normals, extremes 1981–2010) | Dữ liệu khí hậu của Khắc Đông, elevation 297 m (974 ft), (1991–2020 normals, extremes 1981–2010) | Dữ liệu khí hậu của Khắc Đông, elevation 297 m (974 ft), (1991–2020 normals, extremes 1981–2010) |
| Tháng                                                                                            | 1                                                                                                | 2                                                                                                | 3                                                                                                | 4                                                                                                | 5                                                                                                | 6                                                                                                | 7                                                                                                | 8                                                                                                | 9                                                                                                | 10                                                                                               | 11                                                                                               | 12                                                                                               | Năm                                                                                              |
| ------------------------------------------------------------------------------------------------ | ------------------------------------------------------------------------------------------------ | ------------------------------------------------------------------------------------------------ | ------------------------------------------------------------------------------------------------ | ------------------------------------------------------------------------------------------------ | ------------------------------------------------------------------------------------------------ | ------------------------------------------------------------------------------------------------ | ------------------------------------------------------------------------------------------------ | ------------------------------------------------------------------------------------------------ | ------------------------------------------------------------------------------------------------ | ------------------------------------------------------------------------------------------------ | ------------------------------------------------------------------------------------------------ | ------------------------------------------------------------------------------------------------ | ------------------------------------------------------------------------------------------------ |
| Cao kỉ lục °C (°F)                                                                               | −4.0 (24.8)                                                                                      | 3.4 (38.1)                                                                                       | 19.4 (66.9)                                                                                      | 27.6 (81.7)                                                                                      | 33.8 (92.8)                                                                                      | 38.4 (101.1)                                                                                     | 36.9 (98.4)                                                                                      | 34.7 (94.5)                                                                                      | 33.8 (92.8)                                                                                      | 24.9 (76.8)                                                                                      | 12.7 (54.9)                                                                                      | 3.7 (38.7)                                                                                       | 38.4 (101.1)                                                                                     |
| Trung bình ngày tối đa °C (°F)                                                                   | −15.9 (3.4)                                                                                      | −10.5 (13.1)                                                                                     | −0.6 (30.9)                                                                                      | 11.1 (52.0)                                                                                      | 19.7 (67.5)                                                                                      | 25.2 (77.4)                                                                                      | 26.7 (80.1)                                                                                      | 24.8 (76.6)                                                                                      | 19.4 (66.9)                                                                                      | 9.6 (49.3)                                                                                       | −4.0 (24.8)                                                                                      | −14.6 (5.7)                                                                                      | 7.6 (45.6)                                                                                       |
| Trung bình ngày °C (°F)                                                                          | −20.3 (−4.5)                                                                                     | −15.7 (3.7)                                                                                      | −5.8 (21.6)                                                                                      | 5.4 (41.7)                                                                                       | 13.8 (56.8)                                                                                      | 19.7 (67.5)                                                                                      | 21.9 (71.4)                                                                                      | 19.9 (67.8)                                                                                      | 13.9 (57.0)                                                                                      | 4.4 (39.9)                                                                                       | −8.5 (16.7)                                                                                      | −18.7 (−1.7)                                                                                     | 2.5 (36.5)                                                                                       |
| Tối thiểu trung bình ngày °C (°F)                                                                | −24.2 (−11.6)                                                                                    | −20.5 (−4.9)                                                                                     | −10.9 (12.4)                                                                                     | 0.0 (32.0)                                                                                       | 7.9 (46.2)                                                                                       | 14.4 (57.9)                                                                                      | 17.6 (63.7)                                                                                      | 15.5 (59.9)                                                                                      | 8.7 (47.7)                                                                                       | −0.4 (31.3)                                                                                      | −12.4 (9.7)                                                                                      | −22.3 (−8.1)                                                                                     | −2.2 (28.0)                                                                                      |
| Thấp kỉ lục °C (°F)                                                                              | −37.1 (−34.8)                                                                                    | −36.4 (−33.5)                                                                                    | −26.6 (−15.9)                                                                                    | −12.5 (9.5)                                                                                      | −5.6 (21.9)                                                                                      | 1.3 (34.3)                                                                                       | 7.5 (45.5)                                                                                       | −0.3 (31.5)                                                                                      | −5.0 (23.0)                                                                                      | −19.0 (−2.2)                                                                                     | −28.4 (−19.1)                                                                                    | −36.7 (−34.1)                                                                                    | −37.1 (−34.8)                                                                                    |
| Lượng Giáng thủy trung bình mm (inches)                                                          | 2.8 (0.11)                                                                                       | 3.6 (0.14)                                                                                       | 9.2 (0.36)                                                                                       | 22.5 (0.89)                                                                                      | 43.3 (1.70)                                                                                      | 95.6 (3.76)                                                                                      | 149.6 (5.89)                                                                                     | 114.2 (4.50)                                                                                     | 72.3 (2.85)                                                                                      | 21.0 (0.83)                                                                                      | 9.0 (0.35)                                                                                       | 5.9 (0.23)                                                                                       | 549 (21.61)                                                                                      |
| Số ngày giáng thủy trung bình (≥ 0.1 mm)                                                         | 4.0                                                                                              | 3.3                                                                                              | 4.0                                                                                              | 6.7                                                                                              | 10.2                                                                                             | 13.2                                                                                             | 14.0                                                                                             | 14.1                                                                                             | 10.0                                                                                             | 5.7                                                                                              | 5.4                                                                                              | 6.0                                                                                              | 96.6                                                                                             |
| Số ngày tuyết rơi trung bình                                                                     | 7.5                                                                                              | 6.0                                                                                              | 6.9                                                                                              | 4.3                                                                                              | 0.4                                                                                              | 0                                                                                                | 0                                                                                                | 0                                                                                                | 0.1                                                                                              | 2.9                                                                                              | 8.3                                                                                              | 8.5                                                                                              | 44.9                                                                                             |
| Độ ẩm tương đối trung bình (%)                                                                   | 72                                                                                               | 67                                                                                               | 57                                                                                               | 49                                                                                               | 50                                                                                               | 64                                                                                               | 76                                                                                               | 77                                                                                               | 66                                                                                               | 58                                                                                               | 65                                                                                               | 72                                                                                               | 64                                                                                               |
| Số giờ nắng trung bình tháng                                                                     | 178.6                                                                                            | 208.4                                                                                            | 255.6                                                                                            | 242.3                                                                                            | 259.3                                                                                            | 247.4                                                                                            | 237.2                                                                                            | 235.8                                                                                            | 232.0                                                                                            | 205.3                                                                                            | 173.1                                                                                            | 156.9                                                                                            | 2.631,9                                                                                          |
| Phần trăm nắng có thể                                                                            | 65                                                                                               | 72                                                                                               | 69                                                                                               | 59                                                                                               | 55                                                                                               | 52                                                                                               | 49                                                                                               | 54                                                                                               | 62                                                                                               | 62                                                                                               | 63                                                                                               | 61                                                                                               | 60                                                                                               |
| Nguồn: China Meteorological Administration                                                       |                                                                                                  |                                                                                                  |                                                                                                  |                                                                                                  |                                                                                                  |                                                                                                  |                                                                                                  |                                                                                                  |                                                                                                  |                                                                                                  |                                                                                                  |                                                                                                  |                                                                                                  |